# Oscar Brandão da Rocha
Oscar Brandão da Rocha (Recife, 14 de janeiro de 1882 — 7 de maio de 1956) foi um advogado, poeta, jornalista, escritor e compositor pernambucano. É o autor da letra do Hino de Pernambuco.
Filho do desembargador José Brandão da Rocha, cursou Direito na Faculdade de Direito do Recife e dedicou-se ao jornalismo.
Possuía parentesco legítimo com os Da Rocha, tradicional família do Cabo de Santo Agostinho que é descendente de portugueses e holandeses, com ligação histórica aos engenhos de açúcar da Capitania de Pernambuco.
Desde jovem, dedicou-se a causas políticas, fato que pesou depois, na negativa ao pagamento de prêmio devido.

## Profissão
- Funcionário público federal
- Secretário de Segurança Pública do Rio Grande do Norte[7]
- Jornalista do Jornal do Recife
- Advogado. [nota 4]
- Promotor público em várias cidades do Nordeste[7]
- Ocupou a chefia de Polícia no Rio Grande do Norte e no Recife[3]

## Literatura
Poeta, era considerado um bom sonetista.
Ocupou a cadeira 24 da Academia Pernambucana de Letras.
Integrou o Instituto Arqueológico, Histórico e Geográfico de Pernambuco
Publicou as seguintes obras:
- A Caravana - Editora Recife, 1927
- Exaltação à Poesia Sertaneja - Revista dos Tribunais, 1939[nota 5]
- Versos de Exaltação - Imprensa Industrial, 1947
- Vida e Obra de Joaquim Nabuco - G. I. Oficial, 1951

## Hino de Pernambuco
No ano de 1908, o Governo de Pernambuco instituiu um concurso para pôr letra no Hino de Pernambuco, cuja música, de autoria de Nicolino Milano já era executada.
Concorreram dois poetas, cabendo a Oscar Brandão da Rocha o prêmio, à época, de 5.000$000 (cinco contos de réis), prêmio esse que o poeta, em seu livro Versos de Exaltação disse não ter recebido.
Em 30 de outubro de 1952, o prefeito do Recife, Jorge Bezerra Martins, assinou a Lei 2000, alterando o Artigo 1º da Lei 1872, de 9 de setembro daquele ano, e instituía um valor de Cr$ 10.000,00 (dez mil cruzeiros) a ser entregue ao autor da letra do Hino de Pernambuco, Oscar Brandão da Rocha, como auxílio a suas precárias condições de saúde.